# Areia (Paraíba)
Areia é um município brasileiro do estado da Paraíba, localizado na Região Geográfica Imediata de Campina Grande. De acordo com o IBGE (Instituto Brasileiro de Geografia e Estatística), no ano de 2021 sua população era estimada em 22.493 habitantes.
Com muitas riquezas naturais, situada em local elevado, Areia, no inverno, é coberta por uma leve neblina, e suas terras possuem diversas fontes e balneários aquáticos. É também muito conhecida por suas riquezas culturais, particularmente o Museu de Pedro Américo, com inúmeras réplicas dos quadros do mais célebre cidadão areiense, entre elas a famosa obra "O Grito do Ipiranga", encomendada a ele por Dom Pedro II, e o Museu da Rapadura, localizado dentro do Campus da UFPB na cidade, onde o turista pode observar as várias etapas da fabricação dessa iguaria e dos outros derivados da cana-de-açúcar, como a cachaça, sendo a areiense muito conhecida exteriormente por seu incomparável sabor.
Areia é considerada como "Terra da Cultura" tendo seu teatro, o "Theatro Minerva", sido edificado 30 anos antes que o de João Pessoa. Para aquela cidade hospitaleira, de invernos rigorosos, convergiam estudantes de toda a região, sendo expoentes deste tempo a Escola de Agronomia do Nordeste, o Colégio Santa Rita (Irmãs Franciscanas, alemães) e o Colégio Estadual de Areia (antigo Ginásio Coelho Lisboa). Seus filhos se destacavam em todos os concursos de que participavam.  Carminha Sousa e Laura Gouveia eram reconhecidas pela capacidade de educar e formar pessoas na língua portuguesa.

## História

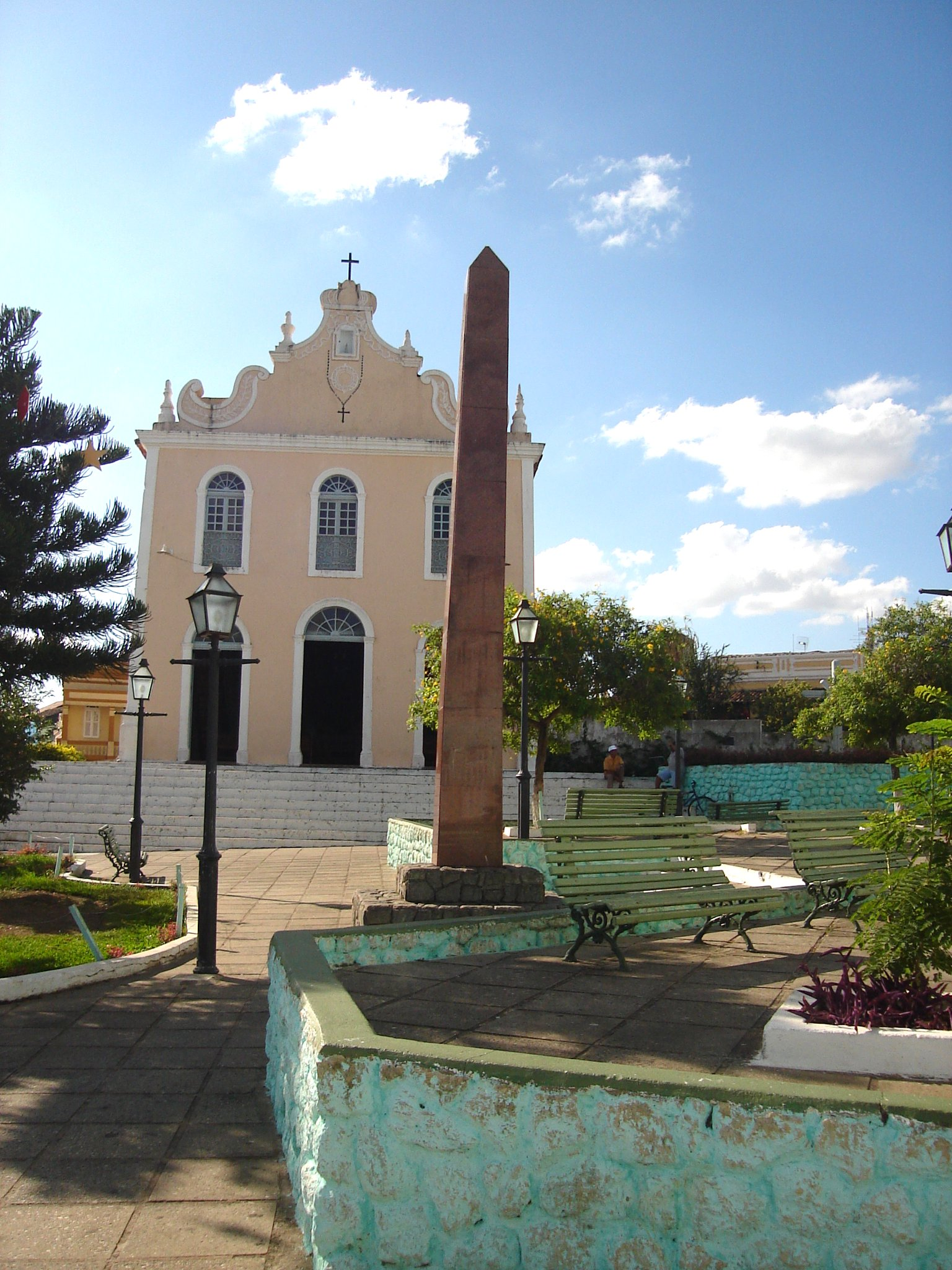
Praça Ministro José Américo de Almeida, com o obelisco e, ao fundo, a Igreja Nossa Senhora do Rosário dos Pretos (2007)

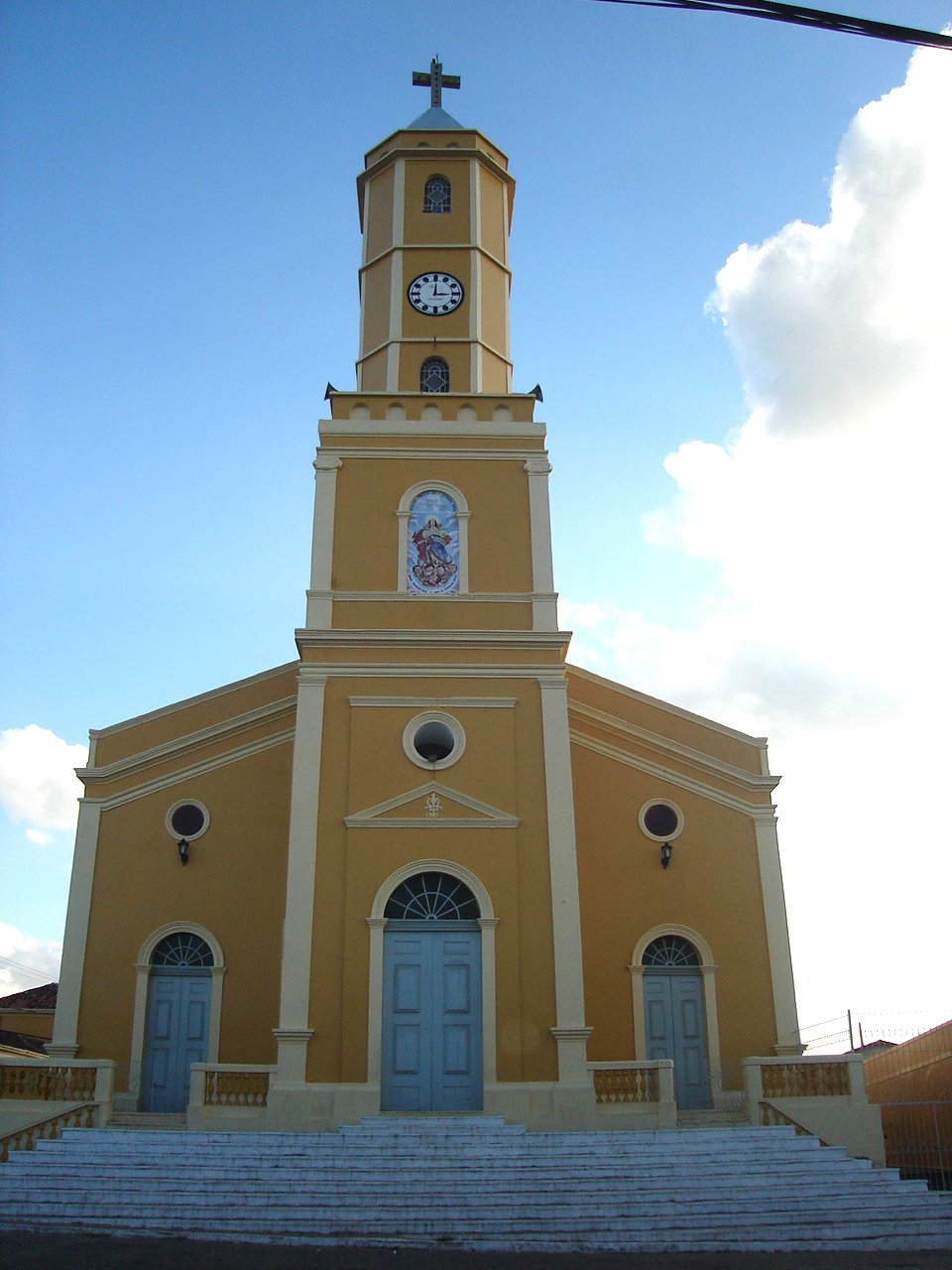
Igreja Matriz de Nossa Senhora da Conceição

Em 1648, a expedição em busca de recursos minerais de Elias Herckmans, então governador holandês da Paraíba, percorreu a mando de João Maurício de Nassau a região onde hoje se assenta a cidade de Areia sem entretanto nada encontrar. Pouco mais tarde, em meados do século XVII, desbravadores portugueses percorreram a região, tendo um deles, de nome Pedro Bruxaxá, se fixado no local à margem do cruzamento de estradas que eram caminho obrigatório de boiadeiros e comboieiros dos sertões com destino à cidade de Mamanguape e à Capital. Dada a amizade que fez com os nativos, ali construiu um curral e uma hospedaria conhecida como “Pouso do Bruxaxá”. A região foi por muitos anos denominados "Sertão de Bruxaxá".
Com o tempo, entretanto, devido a um riacho que possuía bancos de areia muito brancas, o povoado passou a ser chamado de Brejo d'Areia, já que o lugarejo fica na Microrregião do Brejo Paraibano, região da Paraíba não muito longe do litoral, que recebe os úmidos ventos alísios vindos do Atlântico e possui uma cobertura vegetal de floresta atlântica, hoje em dia reduzida a manchas. Por isso, também chamada de Zona da Mata.
O Sertão ou Brejo do Bruxaxá aparece sem oratório nos registros da antiga freguesia de Mamanguape ainda em 03.10.1764, ocasião em que escravos de João Batista Calaça são casados na Capela de Santo Antônio dos Mulungus pelo Pe. Manoel Gomes da Silva. 
Aos 03.06.1761, no sítio do Bruxaxá, foi batizado um escravo de Frutuoso Dias de Aguiar, morador em Goiana-PE, sendo seus padrinhos o tenente Antônio Pais de Bulhões e sua esposa D. Ana Pereira de Araújo. Antônio Pais era irmão de Maria José, esposa de seu primo Frutuoso Dias, e pai de Bartolomeu da Costa Pereira, o primeiro Capitão-Mor de Areia. 
O Oratório do Bruxaxá, Oratório do Brejo do Bruxaxá ou Oratório de Nossa Senhora da Conceição do Bruxaxá aparece nos registros mais antigos até 26.08.1784, porém em 17.03.1785 aparece o primeiro registro com o nome Capela do Bruxaxá, indicando que esta deve ter sido erguida, portanto, entre o final de 1784 e início de 1785. 
O Pe. Domingos da Cunha Figueira e o reverendo Lourenço Gomes Freire, vigário de Mamanguape, aparecem nos batismos dos anos 1783. Em 1784, o Frei Joaquim Nobre, religioso de São Francisco, e em 1785, o Frei Pedro de Borgosesia, religioso capuchinho, são os celebrantes dos referidos batismos.
O povoado foi elevado à categoria de freguesia em 8 de fevereiro de 1813; de vila em  18 de maio de 1815; e de cidade em 18 de maio de 1846.
Com o desenvolvimento da lavoura canavieira na Região do Brejo, no século XIX, a cidade de Areia tornou-se o maior município da região, mas tal proeminência econômica começou desde o século anterior, XVIII, com a precedente lavoura do algodão. A campanha abolicionista no município teve a liderança de Manuel da Silva e Rodolfo Pires, e a cidade libertou o último escravo pouco antes da Abolição da Escravatura em todo o país, no dia 3 de maio de 1888.
Areia participou ativamente das Revoluções do século XIX, tais como a Revolução Pernambucana, em 1817, a Confederação do Equador, em 1824 e a revolta do Quebra-Quilos, em 1873.
Areia foi a principal civilização do Alto Brejo paraibano durante o século XIX, final do século XVIII e início do século XX a tal ponto de ter tido o primeiro teatro do estado (o primeiro cinema foi em Rio Tinto), a primeira faculdade, etc. Isso atesta um padrão interessante na história da Paraíba, onde antes o desenvolvimento se concentrava no interior e só depois atingiu a capital (que já era um polo importante nos séculos XVI e XVII - única cidade lusófona fundada por espanhóis durante o reino dos Filipes). Não se sabe no entanto as causas destas civilizações pioneiras e grandiosas no passado terem ficado para trás no decorrer do século XX por exemplo num processo de estagnação, mesmo com tantas belezas naturais e clima bastante superior ao da baixada litorânea, por exemplo (e muito mais propício a civilização portanto).

## Geografia
De acordo com a divisão regional vigente desde 2017, instituída pelo IBGE, Areia pertence às regiões geográficas intermediária e imediata de Campina Grande. Até então, com a vigência das divisões em microrregiões e mesorregiões, fazia parte da microrregião do Brejo Paraibano, dentro da mesorregião do Agreste Paraibano. Com 269,13 km² de área (0,4766% do território estadual), dos quais 2,4748 km² em área urbana, seu território é dividido em quatro distritos: Areia (sede), Cepilho, Mata Limpa e Muquém. Está distante 131 km da capital paraibana, João Pessoa, e a 2 268 km da capital federal, Brasília. Limita-se a norte com Alagoinha, Arara, Pilões e Serraria; a sul com Alagoa Grande e Alagoa Nova; a leste com Alagoa Grande e Alagoinha e, a oeste, com Algodão de Jandaíra, e Esperança e Remígio.

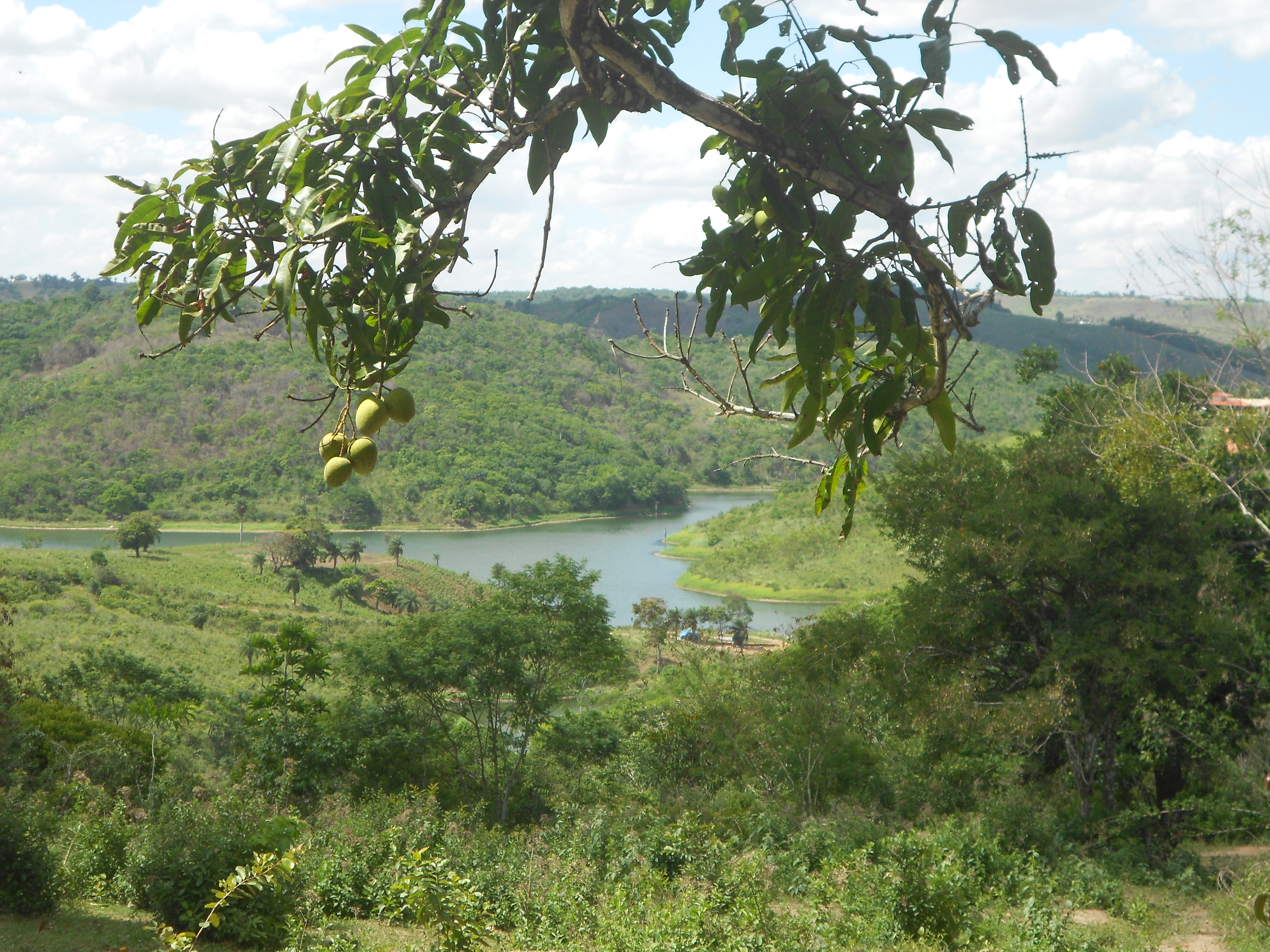
Área de Mata Atlântica nativa na zona rural de Areia

Localizado no Planalto da Borborema, Areia apresentando um relevo variado, formado tanto por morros quanto por vales e várzeas, e altitudes variando entre 164 e 635 metros. O solo predominantemente é argissolo do tipo vermelho-amarelo eutrófico, chamado de podzólico vermelho-amarelo eutrófico na antiga classificação brasileira de solos, existindo áreas menores de nitossolo (sudeste), neossolos (noroeste) e luvissolos (extremo oeste), este último nas áreas a sotavento do planalto. Todo o território areiense se localiza dentro da bacia hidrográfica do Rio Mamanguape. Os maiores reservatórios são os açudes Saulo Maia e Vaca Brava, cujas capacidades são, respectivamente, de 9 833 615 m³ e 3 783 556 m³.

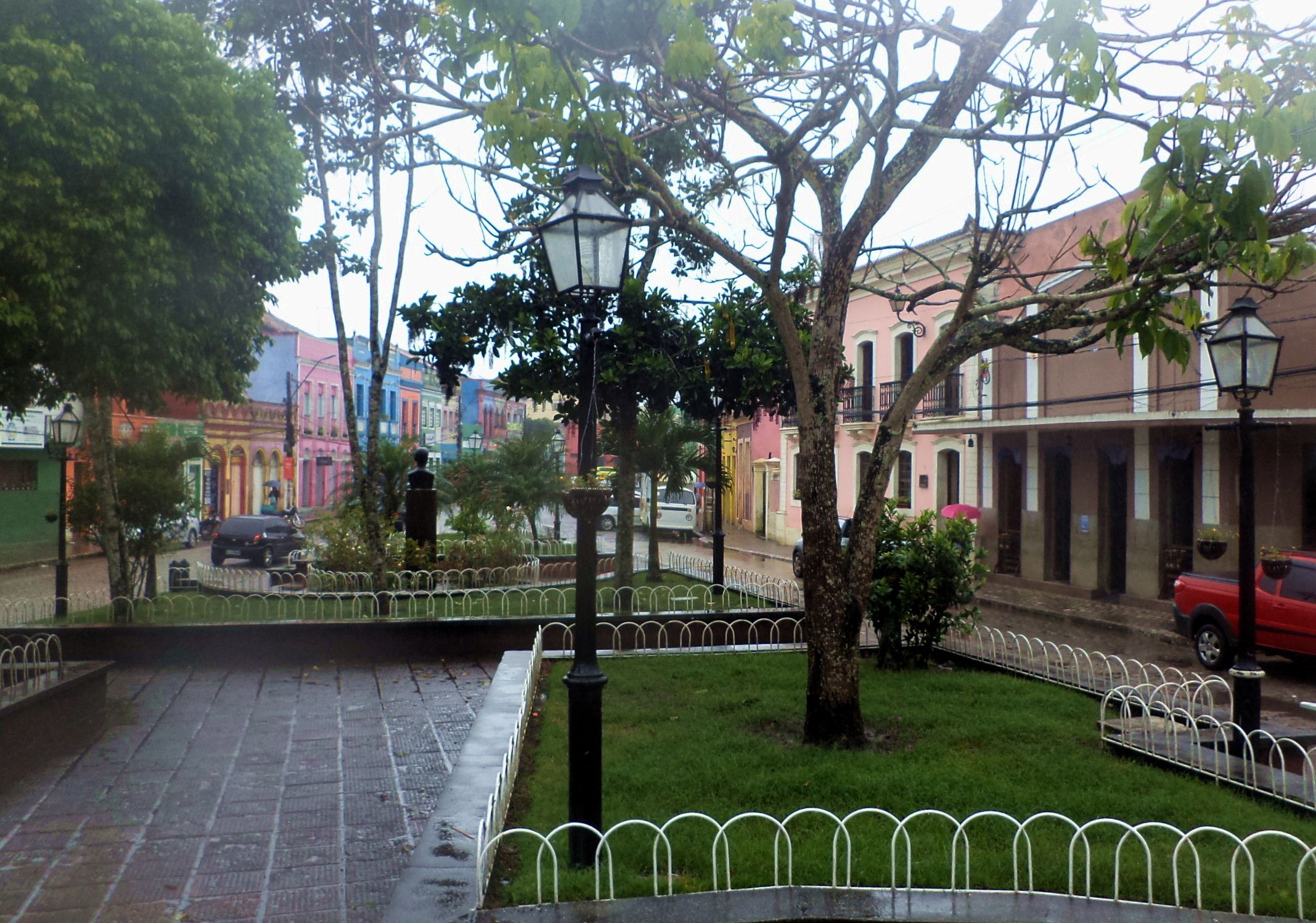
O centro histórico de Areia em um dia de inverno

Areia possui como bioma predominante a Mata Atlântica, com áreas menores de caatinga. Abriga o maior remanescente de Mata Atlântica do agreste da Paraíba, com uma área de 607,96 ha, o Parque Estadual Mata do Pau-Ferro, a cinco quilômetros da cidade, criado como reserva ecológica pelo decreto nº 14 832 de 19 de outubro de 1992 e transformado em parque estadual em 4 de agosto de 2005, por meio do decreto nº 26 098. Estando em um brejo de altitude, possui clima tropical de altitude Cwa, com chuvas concentradas nos meses de outono e inverno, sendo o índice pluviométrico de 1 360 mm/ano. O período mais quente do ano compreende os meses de janeiro, novembro e dezembro, enquanto junho e julho são os meses mais frios. A umidade do ar é relativamente elevada e a velocidade média do vento gira em torno de 2,5 m/s.
Segundo dados do Instituto Nacional de Meteorologia (INMET), referentes ao período de 1931 a 1966 e a partir de 1994, a menor temperatura registrada em Areia foi de 8,2 °C em 6 de dezembro de 1996 e a maior atingiu 34,2 °C em 20 de novembro de 2015. O maior acumulado de precipitação em 24 horas foi de 156,6 mm em 25 de junho de 1936. Outros grandes acumulados iguais ou superiores a 100 mm foram: 146 mm em 5 de maio de 2011, 127 mm em 17 de março de 1960, 111,5 mm em 21 de julho de 2017, 111,4 mm em 7 de abril de 1996, 109 mm em 12 de abril de 2009, 104,2 mm em 29 de dezembro de 2016 e 100,9 mm em 11 de fevereiro de 1931. Desde novembro de 2004, quando o INMET instalou uma estação automática no município, a maior rajada de vento alcançou 18,7 m/s (67,3 km/h) em 16 de julho de 2015 e o menor índice de umidade relativa do ar (URA) foi de 28% em 23 de fevereiro de 2020.
| Dados climatológicos para Areia                                                                      | Dados climatológicos para Areia | Dados climatológicos para Areia | Dados climatológicos para Areia | Dados climatológicos para Areia | Dados climatológicos para Areia | Dados climatológicos para Areia | Dados climatológicos para Areia | Dados climatológicos para Areia | Dados climatológicos para Areia | Dados climatológicos para Areia | Dados climatológicos para Areia | Dados climatológicos para Areia | Dados climatológicos para Areia |
| Mês                                                                                                  | Jan                             | Fev                             | Mar                             | Abr                             | Mai                             | Jun                             | Jul                             | Ago                             | Set                             | Out                             | Nov                             | Dez                             | Ano                             |
| --- | ------------------------------- | ------------------------------- | ------------------------------- | ------------------------------- | ------------------------------- | ------------------------------- | ------------------------------- | ------------------------------- | ------------------------------- | ------------------------------- | ------------------------------- | ------------------------------- | ------------------------------- |
| Temperatura máxima recorde (°C)                                                                      | 33,4                            | 33,4                            | 33,4                            | 33,3                            | 32                              | 29,6                            | 27,9                            | 29,8                            | 30,4                            | 32,1                            | 34,2                            | 33,2                            | 34,2                            |
| Temperatura máxima média (°C)                                                                        | 29,1                            | 29,1                            | 28,6                            | 27,6                            | 26,5                            | 24,7                            | 24,3                            | 24,7                            | 26,3                            | 28,3                            | 29                              | 29,5                            | 27,3                            |
| Temperatura média compensada (°C)                                                                    | 23,5                            | 23,7                            | 23,7                            | 23,3                            | 22,6                            | 21,3                            | 20,6                            | 20,6                            | 21,4                            | 22,5                            | 23,1                            | 23,5                            | 22,5                            |
| Temperatura mínima média (°C)                                                                        | 20,4                            | 20,6                            | 20,8                            | 20,8                            | 20,2                            | 19                              | 18,1                            | 18                              | 18,6                            | 19,1                            | 19,6                            | 20                              | 19,6                            |
| Temperatura mínima recorde (°C)                                                                      | 14,7                            | 13                              | 14,2                            | 15                              | 14,8                            | 13,4                            | 11                              | 12,8                            | 13,2                            | 13                              | 9                               | 8,2                             | 8,2                             |
| Precipitação (mm)                                                                                    | 83                              | 107,4                           | 156,3                           | 151,7                           | 169,2                           | 210,7                           | 182,2                           | 151,2                           | 60,9                            | 21,8                            | 27,5                            | 37,8                            | 1 359,7                         |
| Dias com precipitação (≥ 1 mm)                                                                       | 8                               | 9                               | 12                              | 14                              | 16                              | 18                              | 17                              | 14                              | 9                               | 4                               | 4                               | 6                               | 131                             |
| Umidade relativa compensada (%)                                                                      | 80,6                            | 81,5                            | 83,7                            | 86,1                            | 87,8                            | 89,1                            | 88,1                            | 86,3                            | 82,2                            | 79,1                            | 77,5                            | 78,1                            | 83,3                            |
| Insolação (h)                                                                                        | 198,6                           | 175                             | 176,2                           | 143,8                           | 153,5                           | 119,5                           | 143,1                           | 162                             | 169,4                           | 225,1                           | 231,5                           | 205,1                           | 2 102,8                         |
| Fonte: INMET (normal climatológica de 1981-2010; recordes de temperatura: 1931-1966 e 1994-presente) |                                 |                                 |                                 |                                 |                                 |                                 |                                 |                                 |                                 |                                 |                                 |                                 |                                 |

## Prefeitos
Fonte: Câmara Municipal de Areia
1. Dr. José Elias D’Ávila Lins (1895)
2. Zabulon Jovem Herói da Trindade (1895-1896)
3. Cel. Jose Cabral de Vasconcelos Filho (1896-1900)
4. Dr. Otacílio Camelo de Albuquerque (1904-1908)
5. Major Remígio Veríssimo D´Ávila Lins (1900) e (1908-1912)
6. Alfredo Simeão Dos Santos Leal (1912-1915)
7. Tenente Juvenal Espínola de França (1915-1921) e (1927- 1929)
8. Cel. Jose Antônio Maria da Cunha Lima Filho (1921-1927); (1937-1940) e (1947- 1951)
9. Cel. Jaime Augusto de Almeida (1929- 1935)
10. Professor Leônidas Leonel da Silva Santiago (1935-1937) e (1940- 1942)
11. Dr. Arnaldo Clementino Morais Galvão (1935) e (1945)
12. Dr. Antônio Nunes de Farias Júnior (25 de maio de 1942-13 de janeiro de 1943)
13. Reinaldo de Oliveira (1943)
14. Dr. Germano de Freitas (1943-1945)
15. Juvenal Espínola de França Filho (28 de abril a 06 de novembro de 1945)
16. Professor Américo Perazzo (18 de dezembro de 1945 a 23 de março de 1946)
17. Pedro da Cunha Lima (1946-1947)
18. Dr. Jose Correia Lima (15 de março a 03 de novembro de 1947)
19. Armando Damaso de Freitas (1951- 1955)
20. Nabuco de Assis Pereira de Melo (assumiu de 04 de fevereiro a 21 de julho de 1952) e de (06 de outubro de 1952 a 14 de abril de 1953)
21. Severino Jardelino de Azevedo – Severino Sérgio (de 15 de junho a 30 de novembro de 1955)
22. Manoel de Azevedo Maia (1955-1959)
23. Dr. Nilo D'Ávila Lins (25 de junho de 1954 a 23 de março de 1955, como interino) e (1959-1963)
24. Dr. Elson da Cunha Lima (1963-1969)
25. Dr. Abel Barbosa da Silva (1969-1972)
26. Dr. Elson da Cunha Lima (1973-1976)
27. Lívio de Azevedo Maia (1977-1983)
28. Dr. Sebastião Gomes Pereira (1983-1988)
29. Ademar Paulino de Lima (1989-1992)
30. Dr. Antônio Carlos Queiroz Teixeira de Barros (1993-1996)
31. Ádria Perazzo Gomes (1997-2000)
32. Ademar Paulino de Lima (2001-2004)
33. Dr. Elson da Cunha Lima Filho (2005-2008) e (2009-2012)
34. Ademar Paulino de Lima (outubro 2012 a dezembro de 2012)
35. Paulo Gomes Pereira (2013-2016)
36. João Francisco Batista de Albuquerque (2017-2020)
37. Sílvia César Farias da Cunha Lima (2021-2024)

## Principais datas
- 3 de maio - data da libertação da escravidão em Areia
- 18 de maio - Aniversário de Emancipação Política
- No mês de Julho a cidade vive o roteiro Caminhos do Frio Rota Cultural
- 8 de dezembro - Festa da Padroeira Nossa Senhora da Conceição

## Filhos ilustres
- Ver Biografias de areienses notórios